# エメラルド/ころころマゴコロ
『エメラルド/ころころマゴコロ』は、ベッキー♪♯の3作目のシングル。2010年7月20日にEMIミュージックジャパンから発売された。

## 概要
- 前作『好きだから』から約5か月でのリリース。
- CDとDVDがセットになっている。

## 収録曲

### CD
1. エメラルド  [4:04]
作詞：ベッキー♪♯、作曲：Splash Candy、編曲：笹路正徳
2. ころころマゴコロ  [4:41]
作詞：ベッキー♪♯、作曲：市川喜康、編曲：中村タイチ
3. RUN!!BEAR RUN!!  [5:16]
作詞・作曲：ベッキー♪♯、編曲：本田優一郎
4. エメラルド（instrumental）
5. ころころマゴコロ（instrumental）
6. RUN!!BEAR RUN!!（instrumental）

### DVD
1. 「エメラルド」ベッキー♪♯×映画「ヒックとドラゴン」Version
2. 「エメラルド」ベッキー♪♯オリジナル Version
3. 「RUN!!BEAR RUN!!」Long Version
4. 「RUN!!BEAR RUN!!」CM Version
5. 「エメラルド」メイキング

## タイアップ
| 曲名             | タイアップ                                                                      |
| ---------------- | ------------------------------------------------------------------------------- |
| エメラルド       | 映画『ヒックとドラゴン』イメージソング 眼鏡市場「NEW FREE FIT」CMイメージソング |
| ころころマゴコロ | 「イオンのお中元2010夏 ギフトキャンペーン」CMイメージソング                     |
| RUN!!BEAR RUN!!  | テレビ東京「RUN!!BEAR RUN!!」イメージソング                                     |